# Gibson Technology
Gibson Technology (bis 2014 Zytek Engineering) ist ein britisches Unternehmen im Motorsport. Gibson Technology stellt Motoren und Chassis her und betrieb zeitweise ein eigenes Rennteam. Sitz des Unternehmens ist Repton.

## Geschichte

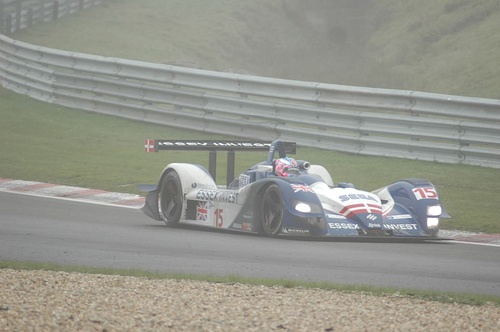
Ein Zytek 04S beim 1000-km-Rennen von Spa-Francorchamps 2005

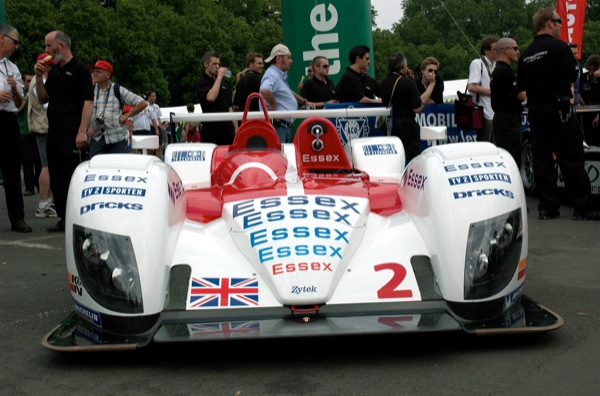
Ein Zytek 06S in Le Mans 2006

Zytek Systems wurde 1982 mit dem Ziel gegründet, Motorelektronik für den internationalen Motorsport zu entwickeln und zu verkaufen. Einen Namen machte sich die Firma durch die erste elektronische Motorsteuerung für die Formel 1. Mitte der 1990er begann Zytek BMW Motorsport mit Motorelektronik für deren Vier- und Sechszylinder-Rennmotoren zu beliefern. 1995 kam der Durchbruch, als die FIA Zytek mit der Wartung und Lieferung der von Judd entwickelten Motoren für die Formel-3000-Rennserien weltweit beauftragte. Die Begrenzung auf nur einen Motorenlieferanten verringerte die Kosten dieser Rennserie spürbar und machte es auch Teams mit kleineren Budgets möglich, sich an den Meisterschaften zu beteiligen. Der Vertrag zwischen der FIA und Zytek lief von 1994 bis zum Ende der Serie im Jahr 2004. Einen neuen Kunden fand Zytek in der A1-Grand-Prix-Serie, für die 58 Rennmotoren einschließlich Elektronik für die Rennfahrzeuge geliefert wurden.
Seit 2002 engagiert sich Zytek auch als Rennteam im internationalen Motorsport. Man ließ bei Reynard ein Chassis für ein LMP-1-Auto bauen. Der Zytek 04S debütierte 2004 in der ALMS. Das Fahrzeug wurde inzwischen mehrmals überarbeitet und 2007 als Zytek 06S bzw. Zytek 07S in der LMS und ALMS von privaten Teams eingesetzt. 2005 siegte das Werksteam bei den 1000-km-Rennen auf dem Nürburgring, in Spa-Francorchamps und beim 4-Stunden-Rennen in Laguna Seca.
Heute ist Zytek in der Lage, ein komplettes Paket aus Chassis, Motor, Verkabelung und Steuerungselektronik für fast jede Automobilsport-Formel bereitzustellen.
Nachdem die Schwesterfirma von Zytek Engineering – Zytek Automotive – 2014 vollständig an die Continental AG verkauft worden war, wurde Zytek Engineering Ende 2014 in Gibson Technology umbenannt. Der Gründer Bill Gibson blieb weiterhin der Besitzer dieses Unternehmens.